# Serena di Benedetto
Serena Rosa di Benedetto (ur. 21 kwietnia 2003) – kanadyjska zapaśniczka walcząca w stylu wolnym. 
Zajęła piąte miejsce na mistrzostwach panamerykańskich w 2025. 
Druga na MŚ U-23 w 2024. Wicemistrzyni panamerykańska U-23 w 2025. Trzecia na mistrzostwach panamerykańskich juniorów w 2021 i 2022, a także druga wśród kadetów w 2018 i 2019 roku. Zawodniczka McMaster University.